# Carlos Labrín
Carlos Alfredo Labrín Candia (Mulchén, Chile, 2 de diciembre de 1990) es un futbolista chileno. Juega como defensa en Ñublense de la Primera División de Chile.

## Trayectoria

### Huachipato
De manera amateur dio sus primeros pasos en el club de barrio de su ciudad natal, el Club Social Y Deportivo Avenida Independiente De la ciudad de Mulchén VIII Región de Chile. En éste destacó a su vez en las competencias escolares de la región representando a su colegio, La escuela mixta 1 Blanco Encalada de Mulchén, dirigido por el profesor Juan García (r), persona quien lo motivaría a dar inicio a su carrera como futbolista. Con tan solo trece años, participó en las escuelas de fútbol de inferiores de Iberia De Santa María De Los Ángeles, para así de manera definitiva incorporarse a las divisiones inferiores de Huachipato, donde sacó todo su potencial, caracterizándose por su físico y agresividad en el juego, obteniendo campeonatos nacionales a nivel de cadetes e internacionales como el de los juegos Binacionales de La Araucanía realizados en la Pampa República de Argentina, fue en el año 2007 cuando con solo 16 años Y ya con un proceso de Selección Nacional, obtiene el título de campeón del torneo nacional de cadetes profesionales, Fútbol Joven sub-18, destacándose por sobre el resto de la escuadra campeona, por su minoría de edad y su personalidad avasalladora frente a los rivales, bautizado por la prensa como "El patrón venido de Mulchen" méritos que lo hicieron ascender al primer equipo en 2008 y se ganó rápidamente la confianza del técnico Fernando Vergara, siendo titular en la gran mayoría de los partidos, demostrando todo su talento y personalidad con tan solo 17 años en la primera división del fútbol Chileno, tanto en el torneo de Apertura como en el Clausura 2008 y también en el Torneo Apertura 2009, sólo que con menos regularidad.

### Palermo y la cesión al Novara
En inicios de 2011, su pase es comprado por el USC Palermo, y a mediados del mismo año se integró definitivamente a las prácticas con su nuevo club. No tuvo mucha regularidad, por lo tanto, antes de que empezara el torneo italiano, se marchó cedido por seis meses al Novara Calcio, club que según Carlos le ayudó mucho, en una conferencia de prensa dijo respecto al Novara: "Fue una experiencia muy importante para mí porque tuve la posibilidad de aprender de cerca los gajes del oficio, desde jugadores que tienen mucha más experiencia que yo en el profesionalismo", sostuvo, pese a esto Carlos sólo jugó 39 minutos, que los jugó contra el SSC Napoli, en los 6 meses que estuvo cedido.

### Palermo
En el mercado de invierno europeo, el mulchenino volvió al cuadro 'rosanero', USC Palermo. Y, con el correr de los partidos, tuvo su oportunidad: fue el 18 de marzo en el empate 1-1 ante el Lecce, en el que Labrín hizo pareja de centrales junto con el argentino Ezequiel Muñoz. En su regreso al club, alcanzó a jugar nueve partidos, todos como titular.

### Vuelta al fútbol chileno
En el año 2013 se especuló con su llegada a Colo-Colo, incluso se dijo recalaría en el club albo, pero las negociaciones se enfriaron, y, finalmente se integró a las filas de su ex-club, Huachipato, para afrontar la Copa Libertadores 2013 y el Torneo de Transición 2013.

### De regreso al Palermo
Para la segunda mitad de la temporada 2013-2014 Carlos Labrín vuelve a ponerse la camiseta del equipo siciliano. En el momento de retornar al club USC Palermo se ubicaba el primer lugar de la tabla de ascenso.

## Selección nacional
Fue citado para disputar el sudamericano de Ecuador clásificatorio al mundial Sub-17  Corea del Sur 2007 donde sin embargo quedaron eliminados en la última posición de su grupo con tan solo 3 unidades en 4 partidos diputados, Labrín jugó la totalidad de los encuentros como titular consiguiendo un regular desempeño pese a todo.
Participó de la larga preparación de la Selección Chilena Sub-20 rumbo al Mundial de Egipto 2009, fue considerado como titular y capitán por Ivo Basay en todos los partidos que disputó dicha selección en el Sudamericano clásificatorio al Mundial sin embargo no pudo hacer nada para evitar que finalmente quedaran eliminados en el último partido ante Paraguay donde cayeron por 2-1.
Fue citado para el Torneo Esperanzas de Toulon 2009 en el cual fue titular en la totalidad de los partidos, logrando el título de campeón con la Selección Sub-21, además de ser elegido el mejor jugador joven de dicho certamen.
En mayo del 2010, fue citado por el DT de la selección nacional sub-22 dirigida esta vez por César Vaccia para volver a participar en el Torneo Esperanzas de Toulon.
El 27 de agosto de 2010 recibe su primera citación a la selección adulta por el técnico argentino Marcelo Bielsa en donde declara que "creceré como futbolista".
El 20 de julio de 2012 recibió la sorpresiva y anhelada citación a la selección adulta para afrontar el partido amistoso del 15 de agosto frente a Ecuador en la ciudad de New York, Estados Unidos.

### Partidos internacionales
| Partidos internacionales | Partidos internacionales | Partidos internacionales                    | Partidos internacionales | Partidos internacionales | Partidos internacionales | Partidos internacionales | Partidos internacionales | Partidos internacionales | Partidos internacionales |
| N.º                      | Fecha                    | Estadio                                     | Local                    | Resultado                | Visitante                | Goles                    | Asistencias              | DT                       | Competición              |
| ------------------------ | ------------------------ | ------------------------------------------- | ------------------------ | ------------------------ | ------------------------ | ------------------------ | ------------------------ | ------------------------ | ------------------------ |
| 1                        | 5 de mayo de 2010        | Estadio Tierra de Campeones, Iquique, Chile | Chile                    | 2-0                      | Trinidad y Tobago        |                          |                          | Marcelo Bielsa           | Amistoso                 |
| 2                        | 7 de septiembre de 2010  | Estadio Lobanovsky Dynamo, Kiev, Ucrania    | Ucrania                  | 2-1                      | Chile                    |                          |                          | Marcelo Bielsa           | Amistoso                 |
| 3                        | 15 de agosto de 2012     | Citi Field, Nueva York, Estados Unidos      | Ecuador                  | 3-0                      | Chile                    |                          |                          | Claudio Borghi           | Amistoso                 |
| Total                    | Total                    | Total                                       | Presencias               | 3                        | Goles                    | 0                        |                          |                          |                          |

| Selección chilena | Selección chilena | Selección chilena |
| Año               | Partidos          | Goles             |
| ----------------- | ----------------- | ----------------- |
| 2010              | 2                 | 0                 |
| 2012              | 1                 | 0                 |
| Total             | 3                 | 0                 |

## Estadísticas

### Clubes
| Club                        | Div.          | Temporada     | Liga  | Liga  | Copas nacionales | Copas nacionales | Torneos internacionales | Torneos internacionales | Total | Total |
| Club                        | Div.          | Temporada     | Part. | Goles | Part.            | Goles            | Part.                   | Goles                   | Part. | Goles |
| --------------------------- | ------------- | ------------- | ----- | ----- | ---------------- | ---------------- | ----------------------- | ----------------------- | ----- | ----- |
| Huachipato · Chile          | 1ª            | 2008          | 11    | 0     | —                | —                | —                       | —                       | 11    | 0     |
| Huachipato · Chile          | 1ª            | 2009          | 23    | 0     | —                | —                | —                       | —                       | 23    | 0     |
| Huachipato · Chile          | 1ª            | 2010          | 27    | 0     | —                | —                | —                       | —                       | 27    | 0     |
| Huachipato · Chile          | 1ª            | 2011          | 14    | 0     | —                | —                | —                       | —                       | 14    | 0     |
| Huachipato · Chile          | 1ª            | 2013          | 14    | 0     | —                | —                | 5                       | 0                       | 19    | 0     |
| Huachipato · Chile          | 1ª            | 2013-14       | 15    | 0     | 8                | 0                | —                       | —                       | 23    | 0     |
| Huachipato · Chile          | Total club    | Total club    | 104   | 0     | 8                | 0                | 5                       | 0                       | 117   | 0     |
| Palermo · Italia            | 1ª            | 2011-12       | 9     | 0     | —                | —                | —                       | —                       | 9     | 0     |
| Palermo · Italia            | 1ª            | 2012-13       | 1     | 0     | 1                | 0                | —                       | —                       | 2     | 0     |
| Palermo · Italia            | Total club    | Total club    | 10    | 0     | 1                | 0                | 0                       | 0                       | 11    | 0     |
| Novara · Italia             | 1ª            | 2011-12       | 1     | 0     | 1                | 0                | —                       | —                       | 2     | 0     |
| Novara · Italia             | Total club    | Total club    | 1     | 0     | 1                | 0                | 0                       | 0                       | 2     | 0     |
| San Marcos de Arica · Chile | 1ª            | 2014-15       | 34    | 0     | 5                | 0                | —                       | —                       | 39    | 0     |
| San Marcos de Arica · Chile | Total club    | Total club    | 34    | 0     | 5                | 0                | 0                       | 0                       | 39    | 0     |
| Audax Italiano · Chile      | 1ª            | 2015-16       | 29    | 0     | 10               | 0                | —                       | —                       | 39    | 0     |
| Audax Italiano · Chile      | 1ª            | 2016-17       | 18    | 0     | 8                | 0                | —                       | —                       | 26    | 0     |
| Audax Italiano · Chile      | 1ª            | 2017          | 8     | 0     | —                | —                | —                       | —                       | 8     | 0     |
| Audax Italiano · Chile      | 1ª            | 2018          | 19    | 0     | 9                | 0                | 1                       | 0                       | 29    | 0     |
| Audax Italiano · Chile      | 1ª            | 2019          | 16    | 0     | 4                | 0                | —                       | —                       | 20    | 0     |
| Audax Italiano · Chile      | 1ª            | 2020          | 23    | 0     | —                | —                | 3                       | 0                       | 26    | 0     |
| Audax Italiano · Chile      | 1ª            | 2021          | 30    | 2     | 1                | 0                | —                       | —                       | 31    | 2     |
| Audax Italiano · Chile      | 1ª            | 2022          | 3     | 1     | —                | —                | —                       | —                       | 3     | 1     |
| Audax Italiano · Chile      | 1ª            | 2023          | 0     | 0     | 0                | 0                | —                       | —                       | 0     | 0     |
| Audax Italiano · Chile      | Total club    | Total club    | 146   | 3     | 32               | 0                | 4                       | 0                       | 182   | 3     |
| Ñublense · Chile            | 1ª            | 2024          | 0     | 0     | 0                | 0                | —                       | —                       | 0     | 0     |
| Ñublense · Chile            | Total club    | Total club    | 0     | 0     | 0                | 0                | 0                       | 0                       | 0     | 0     |
| Total carrera               | Total carrera | Total carrera | 295   | 3     | 47               | 0                | 9                       | 0                       | 351   | 3     |
| 1. 2. 3.                    |               |               |       |       |                  |                  |                         |                         |       |       |

## Palmarés

### Títulos nacionales
| Título                | Equipo            | País  | Año  |
| --------------------- | ----------------- | ----- | ---- |
| Fútbol Joven de Chile | Huachipato Sub-18 | Chile | 2008 |

### Distinciones individuales
| Distinción                                          | Año  |
| --------------------------------------------------- | ---- |
| Mejor Jugador Joven del Torneo Esperanzas de Toulon | 2009 |
| Ciudadano Deportista Distinguido de Mulchén         | 2011 |